# 北海道道461号乙部港線

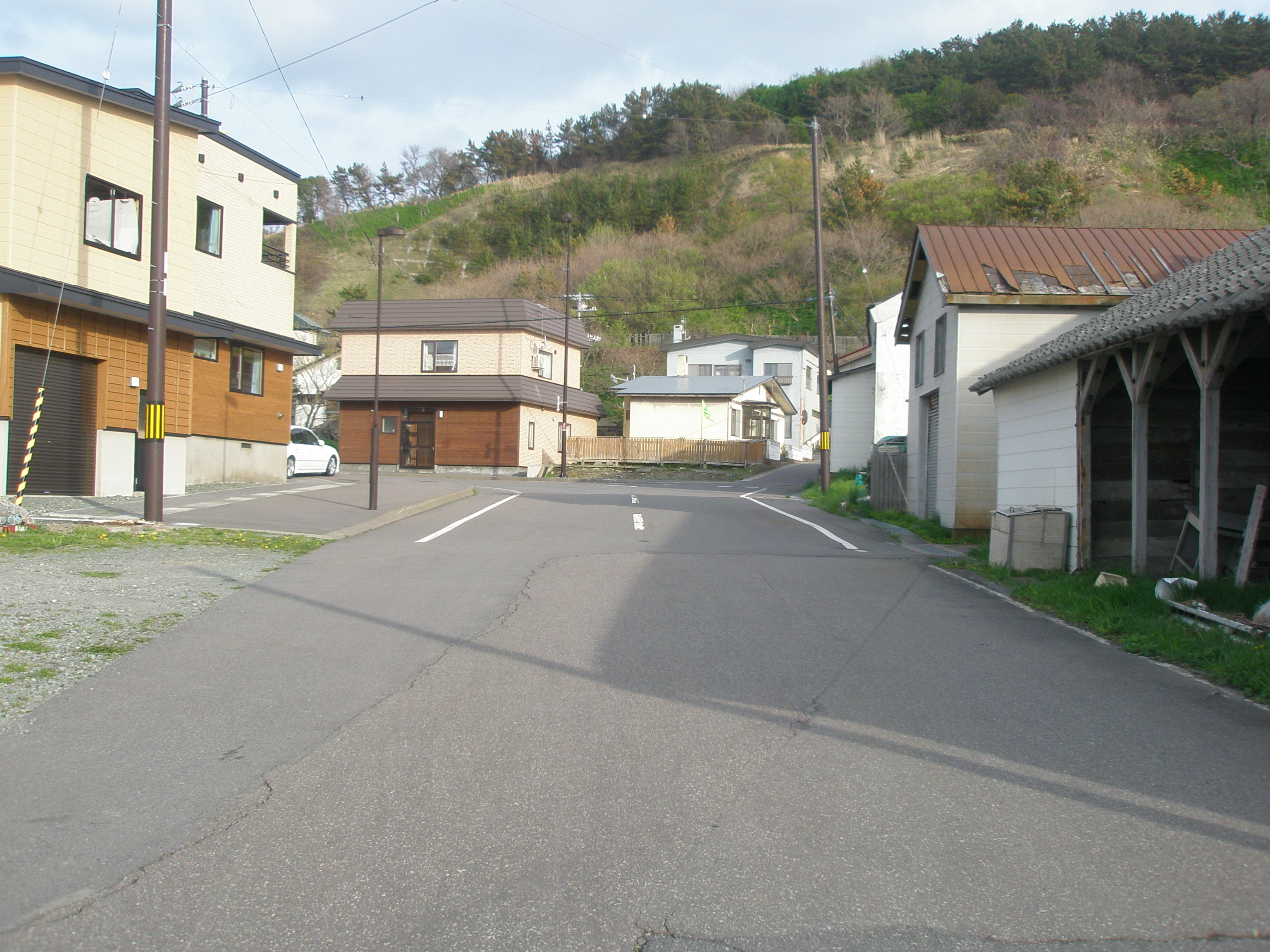
北海道道461号乙部港線・起点（乙部港側から）

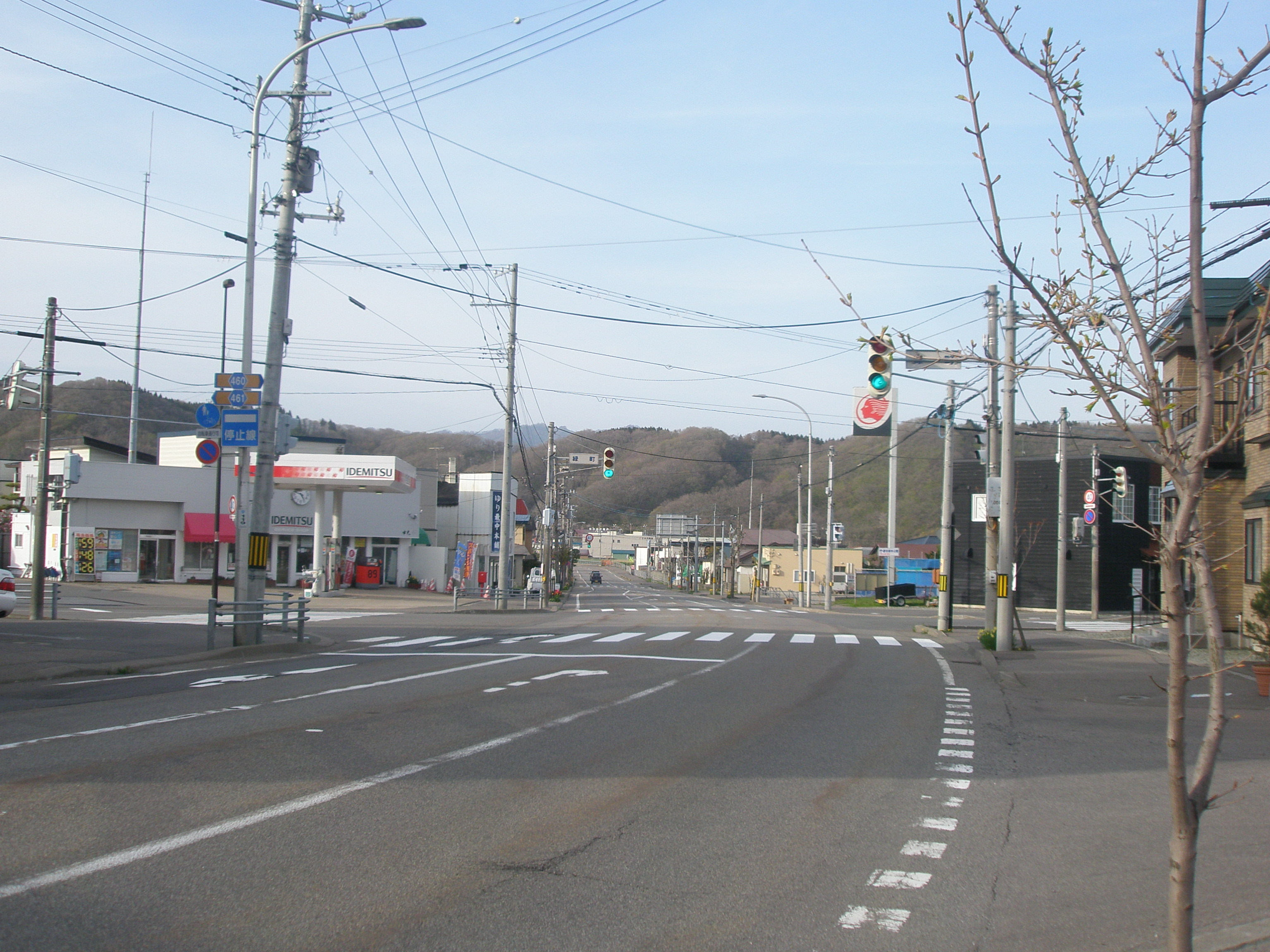
北海道道461号乙部港線・終点と国道229号・北海道道460号乙部厚沢部線の交差点（国道229号江差町側から

北海道道461号乙部港線（ほっかいどうどう461ごう おとべこうせん）は、北海道爾志郡乙部町内を結ぶ一般道道（北海道道）である。

## 概要
狭隘であったため拡幅工事が取り進められ、2011年（平成23年）、ごく一部を除き全線が改良・拡幅が完了した。

### 路線データ
- 起点：北海道爾志郡乙部町元町（乙部港）
- 終点：北海道爾志郡乙部町緑町（国道229号・北海道道460号乙部厚沢部線交点）
- 総延長：0.729 km
- 実延長：0.718 km
- 重用延長：0.011 km

## 歴史
- 1963年（昭和38年）10月23日：路線認定[2]。

## 路線状況

### 利用状況
交通量
| 地点               | 平日12時間 | 平日12時間 | 平日24時間 | 平日24時間 |
| 地点               | 2005年度   | 2010年度   | 2005年度   | 2010年度   |
| 爾志郡乙部町字元町 | 878台      | 445台      | 1,071台    | 570台      |

## 地理

### 通過する自治体
- 檜山振興局
  - 爾志郡乙部町

### 交差する道路
乙部町
- 乙部漁港臨港道路 - 元町（起点）
- 国道229号 - 緑町（終点）
- 北海道道460号乙部厚沢部線 - 緑町（終点）